# Grăsime animală

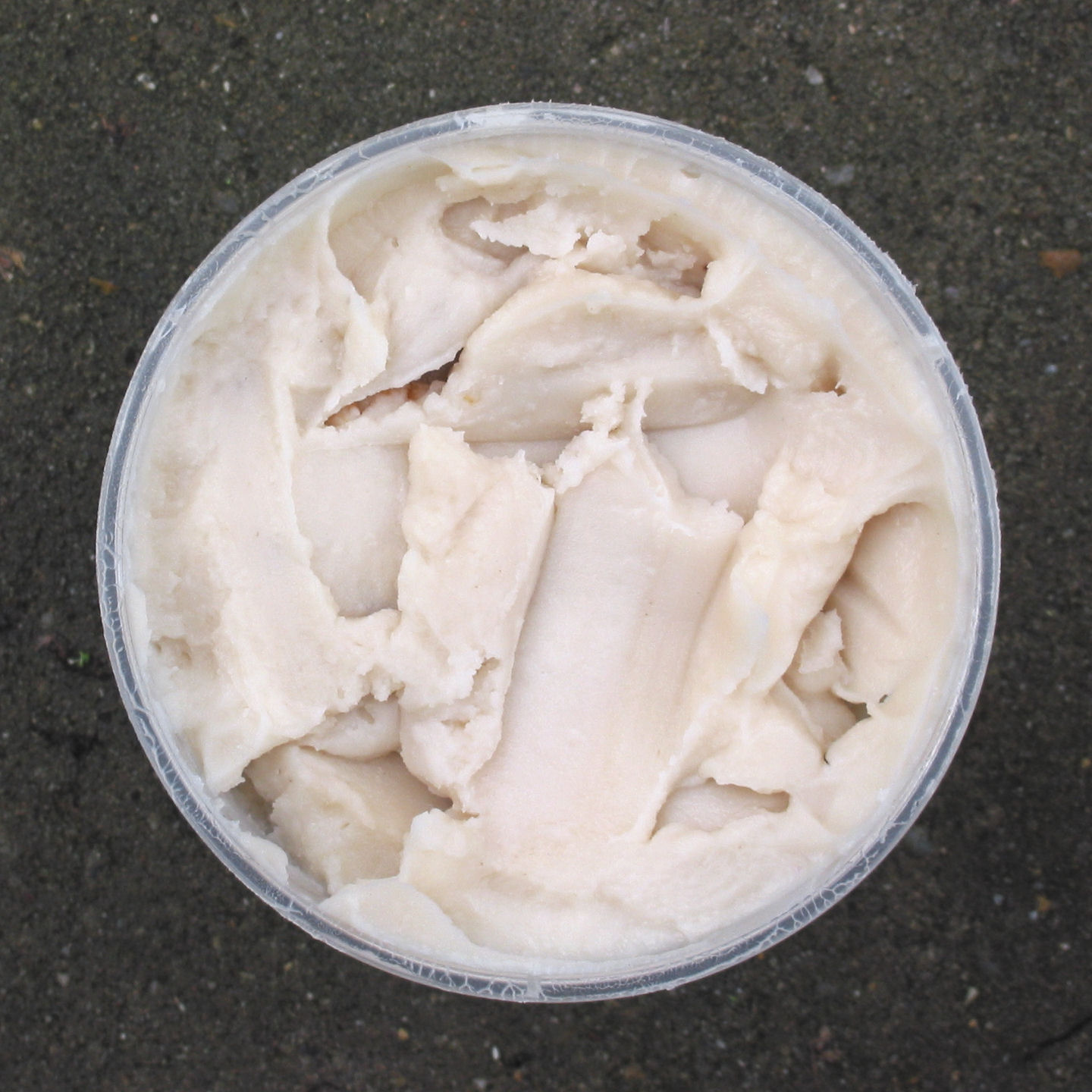
Grăsime de porc

Grăsimea animală este un amestec de lipide obținute de la animale, și pot fi atât uleiuri, cât și grăsimi solide. Din punct de vedere chimic, ambele tipuri sunt compuse din trigliceride. 
Grăsimile de origine animală sunt consumate în dieta vestică, prin intermediul laptelui, untului, unturii, etc. Pot fi introduse și ca aditivi în carnea procesată, în fast food sau în mâncarea destinată animalelor de companie.